# Mirko Nešpor
Mirko Nešpor (28. září 1924, Skalica – 17. prosince 1944, Bratislava) byl slovenský vysokoškolák, antifašista. Posluchač Stavební fakulty SVTŠ v Bratislavě. Účastník Slovenského národního povstání.

## Život
Narodil se jako jedno z pěti dětí Antona Nešpora a Ludmily Nešporové, rozené Korčákové, ve Skalici. Zde navštěvoval i osmileté gymnázium. Později se spolu s rodiči přestěhoval do Holíče. Přestože vynikal v matematice a fyzice, s pokračováním studia na vysoké škole z finančních důvodů váhal. Na Vysoké škole technické v Bratislavě začal studovat až poté, co si zajistil stipendium, které jej však zavazovalo zůstat pracovat po skončení studia 5 let ve státní službě. Už v té době byl přesvědčený antifašista.
Do ilegální činnosti se zapojil v létě 1944. Po skončení 1. ročníku odešel na prázdninovou praxi na stavbě přehrady v Ústí nad Oravou. Tam se spolu s Ľubomírem Linhartem podílel na organizování a zakládání národních výborů v obcích na Oravě. Po příjezdu do Banské Bystrice byl pověřen předávat politické instrukce ilegálnímu hnutí na Oravě, tam se také několikrát zapojil se zbraní v ruce do ozbrojeného boje. Cestu přes území obsazené nacisty uskutečnil dvakrát. Své postřehy z obsazeného území, protifašistického hnutí na Oravě a partyzánských bojů předával redakci povstaleckých novin Pravda. Koncem října se zúčastnil partyzánského boje v Nízkých Tatrách, kde onemocněl a na doporučení velení jednotky se vrátil do rodiště, kde žil v ilegalitě.
Před zatčením se rozhodl uprchnout do Bratislavy, na železniční stanici v Skalici ho 13. prosince zatkli příslušníci Hlinkovy gardy. Tam byl podroben krutému dvoudennímu výslechu. Dne 16. prosince ho převezli do Ústredně štátnej bezpečnosti v Bratislavě ve Vlčkově ulici 35. Po tom, co však vyšlo najevo, že vězeň nehodlá vypovídat ani po krutém mučení, rozhodli se ho vyšetřovatelé zbavit. Mirko Nešpor byl popraven ve sklepní cele. Podle oficiální zprávy vězeň Nešpor spáchal sebevraždu a oběsil se. V době smrti měl ale ruce pevně svázané řetězem, který se mu zařízl hluboko do rukou. Tyto rány byly tak bolestivé, že ruce prakticky nemohl dát od sebe.

## Památka
V Bratislavě po něm byla v minulosti pojmenována ulice a vysokoškolský internát, v Holíči mu byl odhalen pomník. Pamětní tabuli má i v rodné Skalici. V současnosti je po něm pojmenována ulice v Prešově, Košicích, Michalovcích, v Námestově, v Palárikově, v Žilině, v Liptovském Mikuláši a Popradě. In memoriam byl vyznamenán Řádem SNP I. třídy. Roku 1946 mu byl udělen titul Ing.